# Sara Uribe
Sara Uribe Cadavid (Medellín, 28 de noviembre de 1991) es una modelo y presentadora de televisión colombiana. Logró prominencia en su país en 2012 cuando se convirtió en una de las ganadoras de la segunda temporada del programa de telerrealidad Protagonistas de Nuestra Tele en el Canal RCN. En 2016 fue nominada a los Premios TV y Novelas en la categoría de mejor presentadora por su desempeño en el programa de variedades Estilo RCN.

## Primeros años
Uribe nació en Medellín, en el seno de una familia humilde. Vivió en el municipio de Andes, Antioquia hasta que su familia decidió regresar a Medellín cuando tenía tres años. Inició su carrera en el modelaje a los catorce años, realizando campañas publicitarias para reconocidas marcas colombianas.

## Carrera

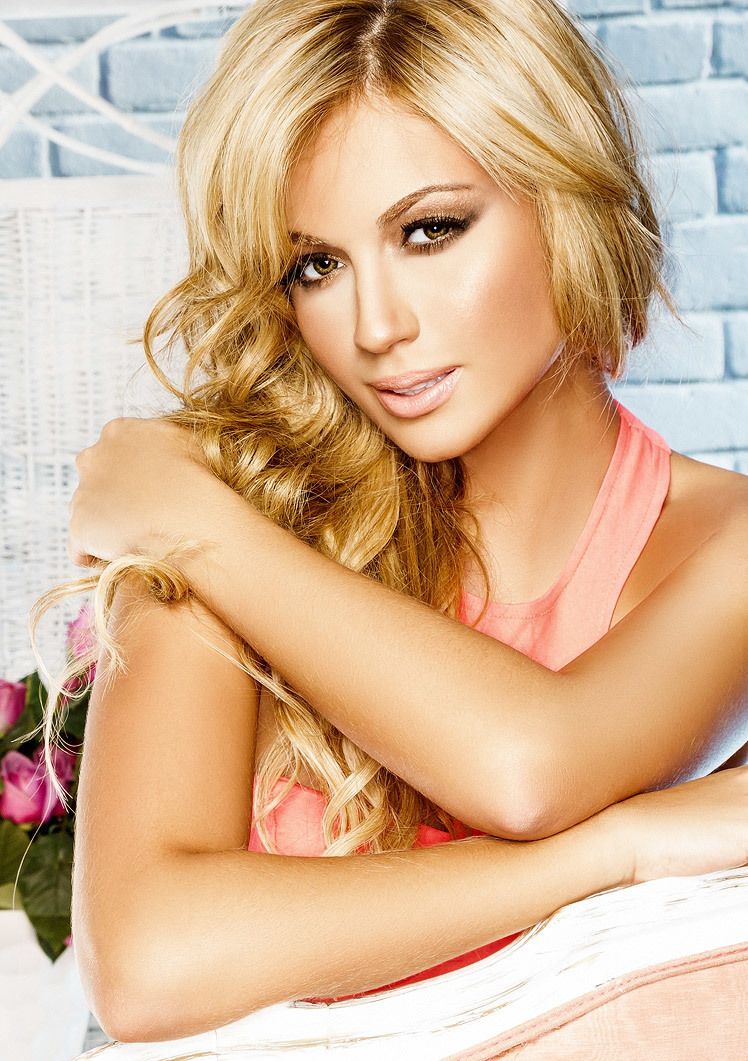
Sara Uribe.

Uribe inició estudios de Administración de Negocios, pero al poco tiempo decidió inscribirse en la carrera de Comunicación Social. Realizando su pasantía se vinculó con el canal Teleantioquia, presentando el programa de variedades Venga a mi pueblo Antioqueño en 2009. Esta experiencia la llevó a trabajar con otro canal local, Cosmovisión, en el programa Modelos Televisión. Ese mismo año participó en el concurso de belleza Miss Gaming Colombia, en el que logró obtener el título.
También en 2012, Uribe fue seleccionada para aparecer en el programa de telerrealidad Protagonistas de Nuestra Tele en el Canal RCN. Luego de ser una de las ganadoras del concurso, Uribe empezó a gozar de reconocimiento en su país, vinculándose laboralmente a varios medios nacionales como Canal 1, donde presentó el programa de variedades Lo sé todo en 2017 y Caracol TV, participando en los programas La Kalle y La vuelta al mundo en 80 risas.

## Vida personal
Uribe sostuvo una relación sentimental con el reconocido futbolista colombiano Freddy Guarín. La pareja tuvo un hijo llamado Jacobo.

## Filmografía

### Televisión
| Año       | Título                           | Notas        |
| --------- | -------------------------------- | ------------ |
| 2009-2010 | Venga a mi pueblo Antioqueño     | Presentadora |
| 2012      | Protagonistas de Nuestra Tele    | Concursante  |
| 2013-2014 | Estilo RCN                       | Presentadora |
| 2014-2015 | El Lavadero                      | Presentadora |
| 2015-2016 | En exclusiva                     | Presentadora |
| 2017-2018 | La Kalle                         | Presentadora |
| 2017-2018 | Lo sé todo                       | Presentadora |
| 2019      | La vuelta al mundo en 80 risas   | Presentadora |
| 2023      | Survivor: La isla de los famosos | Concursante  |

## Premios y nominaciones
| Año  | Asociación           | Categoría          | Resultado |
| ---- | -------------------- | ------------------ | --------- |
| 2016 | Premios TV y Novelas | Mejor presentadora | Nominada  |